# Alonso López de Herrera

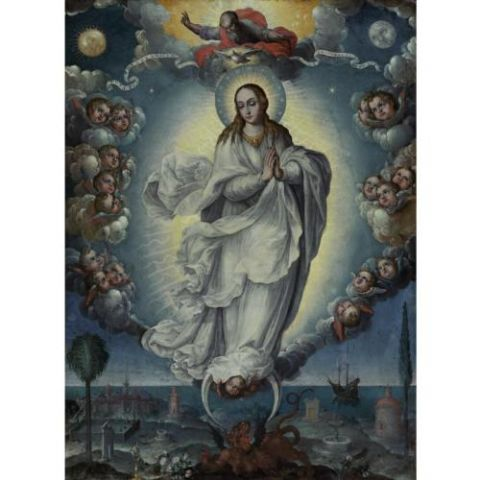
Inmaculada Concepción, óleo sobre cobre (52,7 x 38,7 cm.), Nueva York, The Hispanic Society of America.

Alonso López de Herrera (Valladolid, c. 1580-Zacatecas, después de 1648) fue un fraile dominico y pintor barroco español activo en el México colonial. Cultivó el género del retrato (Retrato de fray García Guerra, de 1609 en el Museo Nacional del Virreinato, Tepotzotlán) y muy especialmente el tema religioso, en el que destaca su Asunción y varias versiones de La Santa Faz.
Llegado a México en 1608 en el séquito de fray Francisco García Guerra, quien acababa de ser nombrado arzobispo de México, en 1625 ingresó en la Orden de Predicadores y en 1645 fue elegido prior del convento de Santo Domingo en Zacatecas, donde se le documenta todavía en 1648.

## Galería

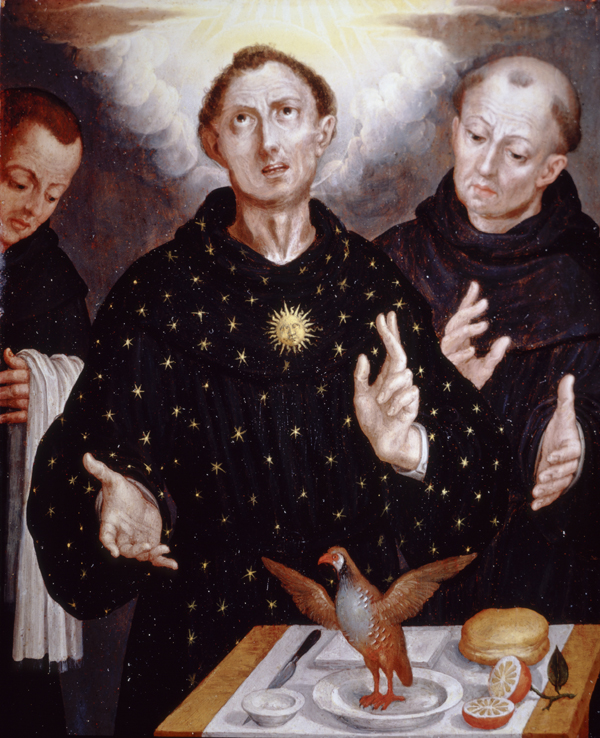
El Milagro de san Nicolás de Tolentino
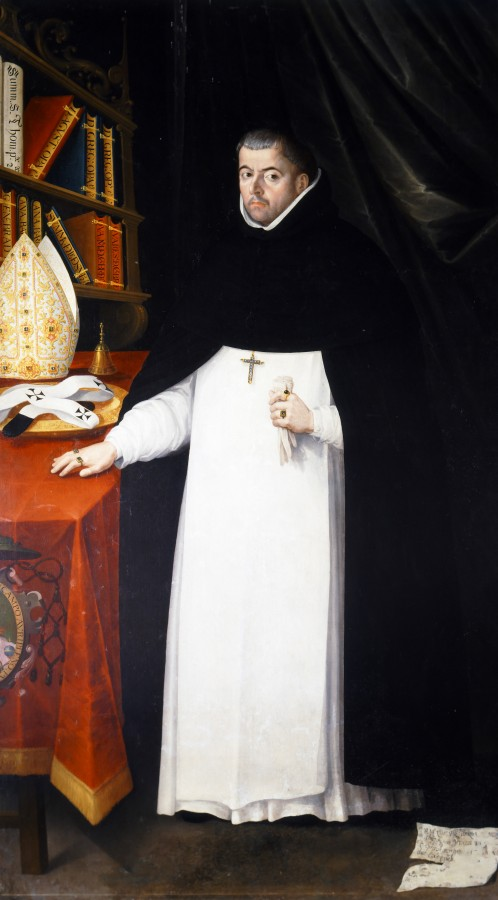
Francisco García Guerra
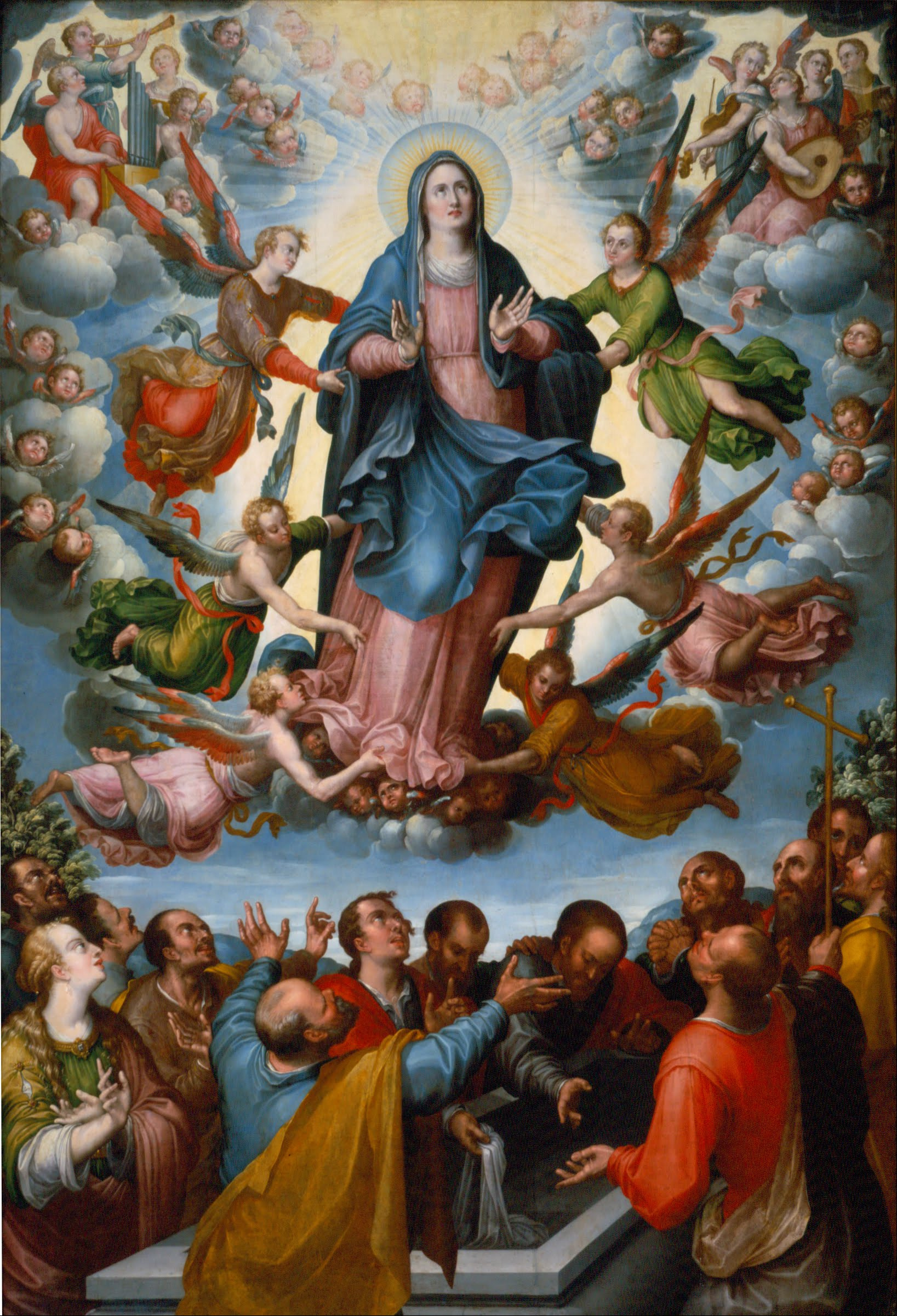
La Asunción de María
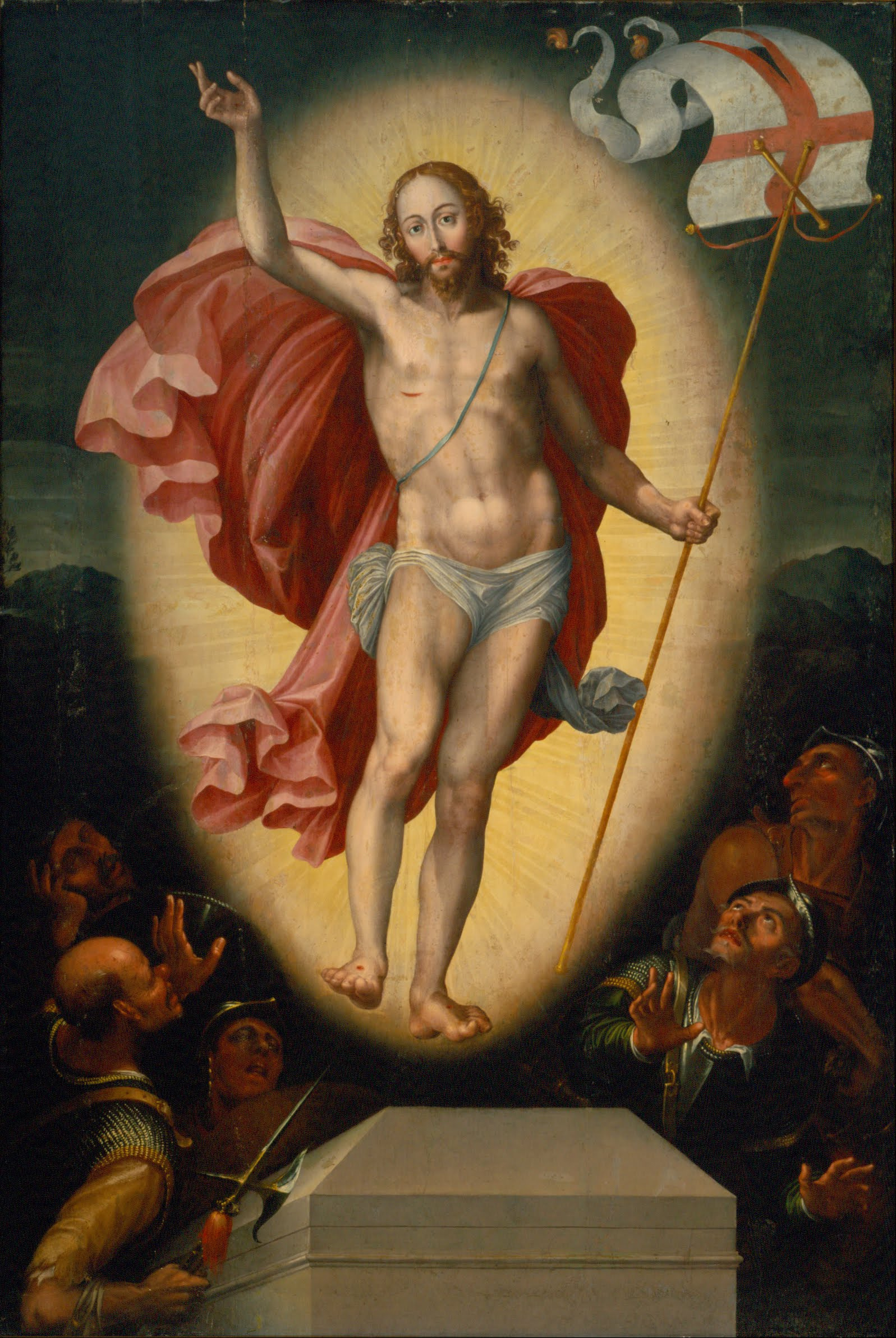
La Resurrección de Cristo
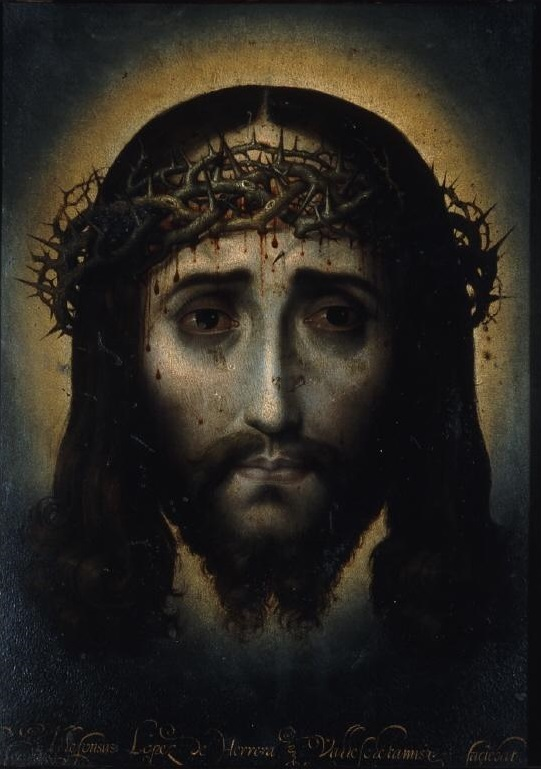
La Santa Faz